# Alisha Lehmann
Alisha Lehmann (Tägertschi, Bern kanton, 1999. január 21. –) svájci női válogatott labdarúgó. Az olasz bajnokságban érdekelt Juventus FC támadója.

## Pályafutása

### Klubcsapatokban
2018 augusztusában szerződött a West Ham Unitedhez, ahol 30 meccsen 9 gólt szerzett és kupadöntőbe segítette a Kalapácsosokat  2020. július 6-án újabb kétéves szerződést kötött a West Ham Uniteddel, majd egy hathónapos Evertonnál töltött kölcsönszerződést követően, 2021. június 30-án az Aston Villához igazolt. 2024. július 6-tól az olasz, Juventus FC csapatát erősíti.

### A válogatottban
2015 júliusában az U17-es válogatottal részt vett az izlandi rendezésű Európa-bajnokságon, ahol az írek elleni csoportmérkőzésen az ő góljával abszolválták a győzelmet. Csapatával egészen a döntőig meneteltek, azonban a spanyolok ellen nem sikerült megnyerni a trófeát.
A hazai rendezésű 2018-as U19-es Európa-bajnokságon két gólt szerzett csoportjában.
Nagano volt első felnőtt mérkőzésének színhelye, ahol a Japán nemzeti tizenegy 0-2 arányban bizonyult jobbnak a "Natinál" 2017. október 22-én.
Részt vett hazája színeiben a 2022-es Európa-bajnokságon, valamint a 2023-as világbajnokságon.

## Sikerei

### A válogatottban
Svájc
- U17-es Európa-bajnoki ezüstérmes (1): 2015